# Les Visages des Beaux Mecs
Les Visages des Beaux Mecs est une série documentaire consacré à la série télévisée Les Beaux Mecs, diffusée en mars-avril 2011 sur France 2. Elle entre dans les coulisses de la conception de la série et des intentions de ses auteurs à partir de multiples interviews, et en prenant pour point de départ les personnages de la série.
Ce web-documentaire français en 4 épisodes de 30 minutes + un épisode de 45 minutes a été écrit et réalisé par Dominique Montay avec la collaboration de Sullivan Le Postec. Il a été produit par et diffusé sur le site Le Village, magazine en ligne des fictions européennes. Il est également disponible en téléchargement gratuit via iTunes.

## Intervenants
Sont interrogés dans le cadre de ce documentaire (par ordre alphabétique):
- Simon Abkarian (Tony)
- Mhamed Arezki (Tony jeune)
- Gilles Bannier (réalisateur)
- Virginie Brac (scénariste)
- Anne Consigny (Claire)
- Christine de Bourbon Busset (productrice)
- Soufiane Guerrab (Kenz)
- Olivier Rabourdin (Guido)
- Dimitri Storoge (Nils Karlssen)

## Épisodes
Cinq épisodes constituent cette série documentaire :
1. Kenz & La Gazette : focus sur les personnages incarnés par Soufiane Guerrab et Karine Lyachenko[2] ;
2. Olga & Nassima : focus sur les personnages incarnés par Victoria Abril et Fejria Deliba ainsi que sur la réalisation de Gilles Bannier[3] ;
3. Claire & Guido : focus sur les personnages incarnés par Anne Consigny et Olivier Rabourdin[4] ;
4. Karlssen & Janvier : focus sur les personnages incarnés par Dimitri Storoge et Philippe Nahon, ainsi que sur les frères Balducci[5] ;
5. Tony : focus sur le personnage incarné par Simon Abkarian et sur la fin de la série[6].